# Brachylophon
Brachylophon là một chi thực vật có hoa trong họ Malpighiaceae.

## Loài
Chi Brachylophon gồm các loài: